# Ultimate Diamond
Ultimate Diamond é o sétimo álbum de estúdio da cantora e dubladora japonesa Nana Mizuki, lançado em 3 de junho de 2009 pela King Records. Foi lançado em uma versão apenas em CD e uma versão em CD + DVD.O álbum alcançou a primeira posição na parada semanal de 15 de junho de 2009 da Oricon e tornou Mizuki a primeira dubladora a conseguir essa colocação na Oricon desde sua criação.

## Tracklist[1][3]
| N.º | Título                                                              | Duração |  |
| 1.  | "MARIA&JOKER"                                                       |         |  |
| 2.  | "悦楽カメリア (Etsuraku)"                                           |         |  |
| 3.  | "PERFECT SMILE"                                                     |         |  |
| 4.  | "Trickster"                                                         |         |  |
| 5.  | "Ｍｒ.Ｂｕｎｎｙ！"                                                 |         |  |
| 6.  | "沈黙の果実 (Chinmoku no Kajitsu)"                                  |         |  |
| 7.  | "Brand New Tops"                                                    |         |  |
| 8.  | "少年 (Shounen)"                                                    |         |  |
| 9.  | "Gimmick Game"                                                      |         |  |
| 10. | "Dancing in the velvet moon"                                        |         |  |
| 11. | "ray of change"                                                     |         |  |
| 12. | "深愛 (Shin'ai)"                                                    |         |  |
| 13. | "蒼き光の果て-ULTIMATE MODE- (Aoki Hikari no Hate -Ultimate Mode-)" |         |  |
| 14. | "Astrogation"                                                       |         |  |
| 15. | "夢の続き (Yume no Tsuzuki)"                                        |         |  |